# Umweltsicherung
Umweltsicherung ist die nachhaltige Sicherung der Lebensgrundlagen des Menschen. Der Begriff Umweltsicherung wird im technischen Bereich oft synonym mit dem Begriff Umweltschutz verwendet, im ökologischen Bereich abgelöst vom Nachhaltigkeitsbegriff.
Der Studiengang Umweltsicherung befähigt die Absolventen, die Umwelt als vernetztes System wahrzunehmen. Dadurch sind sie in der Lage, Umweltprobleme zu erkennen, zu prognostizieren, zu analysieren, zu untersuchen, zu bewerten, zu dokumentieren und darzustellen sowie Möglichkeiten ihrer Lösung zu erarbeiten.
Eine breite fundierte Ausbildung in den umweltrelevanten Fächern ist mit einer Spezialisierung im Bereich Wasser, Boden und Abfallwirtschaft verbunden. Naturwissenschaften und Technik bilden den Schwerpunkt der Ausbildung. Für Absolventen des Studienganges ergeben sich Arbeitsmöglichkeiten in allen Umweltsparten der Wirtschaft und des öffentlichen Dienstes. Zulassungsbedingungen zum Studium sind die allgemeine Hochschulreife oder Fachhochschulreife sowie bei manchen Studiengängen ein sechswöchiges, umweltbezogenes Vorpraktikum in einem Betrieb oder einer Behörde. Bei entsprechenden Voraussetzungen, die in der Regel durch Bescheinigungen nachgewiesen werden, kann dieser Teil erlassen werden.
Der Studiengang kann u. a. an der Hochschule Weihenstephan-Triesdorf, Abteilung Triesdorf (bei Ansbach) und der Universität Hildesheim belegt werden.
Die Studierenden dieses Studienganges werden als Umsis bzw. singular Umsi bezeichnet. Dieser Begriff hat den zuvor sehr verbreiteten UWSler abgelöst.